# George Beban
George Beban (né le 13 décembre 1873 à San Francisco, mort le 5 octobre 1928 à Los Angeles) est un acteur américain, également réalisateur, scénariste et producteur. Il est connu en tant qu'acteur de vaudevilles dans les années 1890 et 1900, en particulier pour ses personnages d'immigrants italiens, comme par exemple dans le film de 1915 The Italian.

## Biographie
Ses parents sont originaires de Dalmatie (actuelle Croatie) et d'Irlande. Il a grandi à San Francisco, et commence sa carrière sur les planches à l'âge de 8 ans. Il a se voit attribuer le surnom de « The Boy Baritone », et joue plusieurs rôles dans une compagnie de théâtre de San Francisco. A l'âge de 22 ans il se lance dans le théâtre à Broadway, où il apparaît dans plusieurs comédies musicales. Il interprète alors des rôles de personnages français, et se retrouve cantonné dans ce type de rôles, avant de parvenir à s'en échapper en campant des personnages d'immigrants italiens comme dans les films The Italian ou The Sign of the Rose dont il écrit le scénario. Paradoxalement, il ne parlait pas un mot d'Italien. Il meurt le 5 octobre 1928 de complications liées à une chute de cheval à Los Angeles,.

## Filmographie

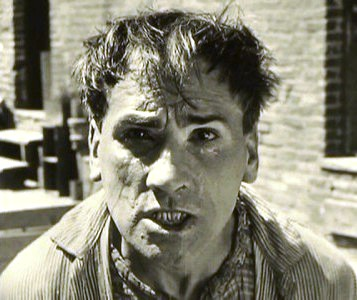
George Beban dans The Italian en 1915.

- 1915 : The Italian : Beppo Donnetti
- 1915 : Des fleurs pour sa gosse (The Alien) : Pietro Massena
- 1916 : La Folle Chimère (The Pawn of Fate) : Pierre Dufrene
- 1916 : Pasquale
- 1917 : The Marcellini Millions
- 1917 : A Roadside Impresario
- 1917 : The Cook of Canyon Camp
- 1917 : Lost in Transit
- 1917 : The Bond Between  : Pierre Duval
- 1918 : When It Strikes Home
- 1918 : Jules of the Strong Heart
- 1918 : One More American
- 1919 : Hearts of Men
- 1921 : One Man in a Million : Lupino Delchini
- 1922 : The Sign of the Rose : Pietro Balletti
- 1924 : The Greatest Love of All : Joe
- 1926 : The Loves of Ricardo (en) : Ricardo Bitelli
- 1931 : The House That Shadows Built, film de la Paramount avec images d'archives